# Biharugra
Biharugra este un sat în districtul Sarkad, județul Békés, Ungaria, având o populație de 990 de locuitori (2011). 

## Demografie
Componența etnică a satului Biharugra
     Maghiari (98,89%)
     Români (1,11%)
Componența confesională a satului Biharugra
     Reformați (60,3%)
     Fără religie (9,9%)
     Necunoscută (29,19%)
     Ortodocși (0,61%)
     Alte religii (3,03%)
Conform recensământului din 2011, satul Biharugra avea 990 de locuitori. Din punct de vedere etnic, majoritatea locuitorilor (98,89%) erau maghiari.  Din punct de vedere confesional, majoritatea locuitorilor (60,3%) erau reformați, cu o minoritate de persoane fără religie (9,9%). Pentru 29,19% din locuitori nu este cunoscută apartenența confesională.